# Constantin Cristodulo-Cerchez
Constantin Cristodulo-Cerchez (n. 1831 – d. decembrie 1901) a fost un om politic român, care a îndeplinit funcția de primar al municipiului Iași în perioadele 5 decembrie 1870 - 7 octombrie 1871 și 24 aprilie 1879 - februarie 1880.